# Шадский, Александр Саввич

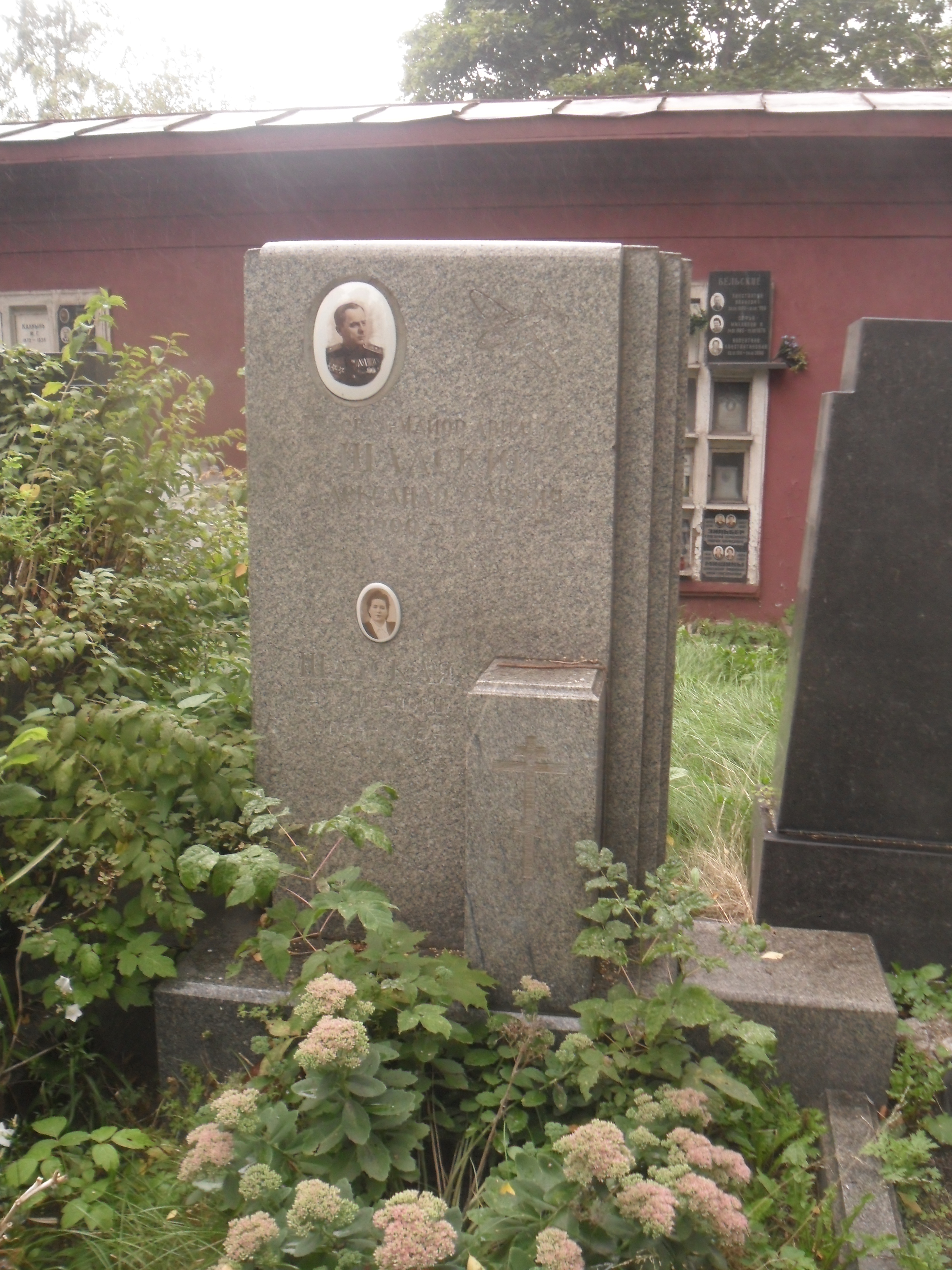
Могила Шадского на Новодевичьем кладбище Москвы.

Александр Саввич Ша́дский (1900—1947) — генерал-майор Советской Армии, участник Великой Отечественной войны.

## Биография
Александр Шадский родился в 1900 году.
В годы Великой Отечественной войны Шадский занимал должность заместителя начальника Управления кадров Военно-воздушных сил Рабоче-крестьянской Красной Армии. 28 мая 1943 года ему было присвоено звание генерал-майора авиации.
После окончания войны продолжал службу в Советской Армии. Скоропостижно скончался в 1947 году, похоронен на Новодевичьем кладбище Москвы.
Был награждён двумя орденами Красного Знамени, двумя орденами Отечественной войны 1-й степени, орденом Красной Звезды и рядом медалей.